# Роберт Кожењовски
Роберт Марек Кожењовски (пољ. Robert Marek Korzeniowski; Лубачов, 30. јул 1968.) некадашњи је пољски атлетичар, освајач четири златне медаље у брзом ходању на Олимпијским играма и три златне медаље на Светским првенствима.

## Каријера
Кожењовски је освојио три узастопне златне олимпијске медаље у ходању на 50 км (1996, 2000 и 2004). У Сиднеју 2000. постао је први атлетичар који је освојио златну медаљу у обе трке брзог ходања (50 км и 20 км) на истим Олимпијским играма. Освојио је титулу светског шампиона у ходању на 50 км на Светским првенствима 1997, 2001, и 2003.
Такође је два пута освојио Европско првенство у ходању на 50 км: 1998. у Будимпешти и 2002. у Минхену.

### Светски рекорд у ходању на 50 километара
Кожењовски је 2002. поставио светски рекорд у ходању на 50 км у времену 3:36:39 (три сата, 36 минута, 39 секунде). Следеће године, Кожењовски је победио на Светском првенству у Паризу у времену новог светског рекорда у ходању на 50 километара од 3:36:03. Овај рекорд трајао је до 2. децембра 2006. године, када га је оборио Аустралијанац Нејтан Дикс са резултатом 3:35:47.

## Након такмичарске каријере
Кожењовски се повукао након Олимпијских игара 2004. Од тада обавља различите функције у Међународном олимпијском комитету.
Од 2005. радио је за Пољску телевизију (ТВП) као шеф спортског одељења, а 2007. постао је генерални директор ТВП Спорт, новог специјализованог канала у Пољској. 6. новембра 2009. поднео је оставку на ову функцију.
Кожењовски је 2014. године примљен у Кућу славних Светске Атлетике.
Од 2022. у Варшави се одржава Куп Кожењовског у брзом ходању (Korzeniowski Warsaw Race Walking Cup).

## Државне награде
За своја спортска достигнућа, Кожењовски је три пута добио Орден Полонија Реститута:
- 1996:  Витешки крст (5. класе)
- 2000:  Официрски крст (4. класе)
- 2004:  Командантски крст (3. класе)

## Међународна такмичења
| Представљајући Пољску | Представљајући Пољску         | Представљајући Пољску           | Представљајући Пољску | Представљајући Пољску         | Представљајући Пољску |
| Година                | Такмичење                     | Место                           | Пласман               | Дисциплина                    | Резултат              |
| --------------------- | ----------------------------- | ------------------------------- | --------------------- | ----------------------------- | --------------------- |
| 1987                  | Европско првенство за јуниоре | Бирмингем, Уједињено Краљевство | –                     | Ходање 10.000 м (на стадиону) | Дисквалификован       |
| 1989                  | Универзијада                  | Дуизбург, Западна Немачка       | 6.                    | Ходање 20 км                  | 1:26:10               |
| 1990                  | Европско првенство            | Сплит, Југославија              | 4.                    | Ходање 20 км                  | 1:23.47               |
| 1991                  | Светско првенство             | Токио, Јапан                    | 10.                   | Ходање 20 км                  | 1:21:32               |
| 1991                  | Светско првенство             | Токио, Јапан                    | –                     | Ходање 50 км                  | Одустао               |
| 1991                  | Универзијада                  | Шефилд, Уједињено Краљевство    | 1.                    | Ходање 20 км                  | 1:24:37               |
| 1992                  | Олимпијске игре               | Барселона, Шпанија              | –                     | Ходање 20 км                  | Одустао               |
| 1992                  | Олимпијске игре               | Барселона, Шпанија              | –                     | Ходање 50 км                  | Дисквалификован       |
| 1993                  | Светско првенство у дворани   | Торонто, Канада                 | 2.                    | Ходање 5.000 м                | 18:35.91              |
| 1993                  | Универзијада                  | Бафало, САД                     | 1.                    | Ходање 20 км                  | 1:22:01               |
| 1993                  | Светско првенство             | Штутгарт, Немачка               | –                     | Ходање 50 км                  | Дисквалификован       |
| 1994                  | Европско првенство у дворани  | Париз, Француска                | –                     | Ходање 5.000 м                | Дисквалификован       |
| 1994                  | Европско првенство            | Хелсинки, Финска                | –                     | Ходање 20 км                  | Дисквалификован       |
| 1994                  | Европско првенство            | Хелсинки, Финска                | 5.                    | Ходање 50 км                  | 3:45:57               |
| 1995                  | Светско првенство             | Гетеборг, Шведска               | 3.                    | Ходање 50 км                  | 3:45.57               |
| 1996                  | Олимпијске игре               | Атланта, САД                    | 8.                    | Ходање 20 км                  | 1:21:13               |
| 1996                  | Олимпијске игре               | Атланта, САД                    | 1.                    | Ходање 50 км                  | 3:43:30               |
| 1997                  | Светско првенство             | Атина, Грчка                    | 1.                    | Ходање 50 км                  | 3:44:46               |
| 1998                  | Европско првенство            | Будимпешта, Мађарска            | 1.                    | Ходање 50 км                  | 3:43:51               |
| 1999                  | Светски куп у брзом ходању    | Мезидон-Канон, Француска        | 4.                    | Ходање 20 км                  | 1:20:52               |
| 1999                  | Светско првенство             | Севиља, Шпанија                 | –                     | Ходање 50 км                  | Дисквалификован       |
| 2000                  | Европски куп у брзом ходању   | Ајзенхитенштат, Немачка         | 1.                    | Ходање 20 км                  | 1:18:29               |
| 2000                  | Олимпијске игре               | Сиднеј, Аустралија              | 1.                    | Ходање 20 км                  | 1:18:59 (ОР)          |
| 2000                  | Олимпијске игре               | Сиднеј, Аустралија              | 1.                    | Ходање 50 км                  | 3:42:22               |
| 2001                  | Светско првенство             | Едмонтон, Канада                | 1.                    | Ходање 50 км                  | 3:42.08               |
| 2001                  | Игре добре воље               | Бризбејн, Аустралија            | 2.                    | Ходање 20.000 м (на стадиону) | 1:19:52.0             |
| 2002                  | Европско првенство            | Минхен, Немачка                 | 1.                    | Ходање 50 км                  | 3:36:39 (СР)          |
| 2003                  | Светско првенство             | Париз, Француска                | 1.                    | Ходање 50 км                  | 3:36:03 (СР)          |
| 2004                  | Олимпијске игре               | Атина, Грчка                    | 1.                    | Ходање 50 км                  | 3:38:46               |